# Kimito
Kimito (Kemiö en finnois) est une ancienne municipalité insulaire du sud-ouest de la Finlande, dans la région de Finlande du Sud-Ouest.
Elle a fusionné avec les communes de Dragsfjärd et Västanfjärd pour créer la commune de Kimitoön.

## Géographie
La commune comprenait la majeure partie de la grande île de Kimito (Kemiönsaari en finnois), la deuxième plus grande île du pays après Fasta Åland et de loin la plus grande de l'archipel de Turku. Jusqu'au milieu du XIXe siècle elle était même reliée à la terre ferme par un esker de quelques mètres de large, qui a été percé en 1844 pour laisser place au canal de Strömma. Ce canal est le seul endroit de Finlande où les marées sont visibles.
L'économie dépend largement du tourisme, de l'agriculture, mais aussi de la mine de feldspath et de quartz exploitée par SP Minerals OY AB. La population reste en large majorité suédophone, mais le pourcentage est en baisse constante (64 % actuellement, 70 % dans les années 1960).

## Liste des villages
Albrektsböle, Berga, Bjensböle, Bogsböle, Brante, Brokärr, Båtkulla, Böle, Dalby, Dalkarlby, Digerdal, Eknäs, Elmdal, Engelsby, Flugböle, Fröjdböle, Gammelby, Germundsvidja, Gräsböle, Gundby, Gästerby, Helgeboda, Hova, Hulta, Högmo, Kalkila, Kaskärr, Kila, Kirkonkylä, Koddböle, Koustar, Kuggböle, Kvarnböle, Kårkulla, Labböle, Lamkulla, Lappdal, Lemnäs, Lillvik, Linnarnäs, Lövböle, Majniemi, Makila, Mattböle, Mattkärr, Mjösund, Måsa, Nordvik, Norrlångvik, Norrsundvik, Orrnäs, Pajböle, Pederså, Pungböle, Påvalsby, Reku, Rugnola, Skarpböle, Skoböle, Skog, Skogsböle, Skålböle, Skäggböle, Smedaböle, Smedsböle, Stenmo, Strömma, Syvälahti, Tavasttrona, Tjuda, Tollsnäs, Torsböle, Trotby, Träskö, Vestlahti, Viksgård, Viksvidja, Villkärr, Vreta, Västankärr, Västermark, Östermark.